# دنيس راسموسن (لاعب هوكي جليد)
دنيس راسموسن (بالسويدية: Dennis Rasmussen)‏ هو لاعب هوكي جليد سويدي، ولد في 3 يوليو 1990 في فيستيروس في السويد.

## وصلات خارجية
- دينيس راسموسن على موقع دوري الهوكي الوطني (الإنجليزية)
- دينيس راسموسن على موقع EliteProspects.com (الإنجليزية)
- دينيس راسموسن على موقع Eurohockey.com (الإنجليزية)
- دينيس راسموسن على موقع HockeyDB.com (الإنجليزية)
- دينيس راسموسن على موقع Hockey-Reference.com (الإنجليزية)